# Shibaemon-danuki
 (juillet 2024).
La mise en forme du texte ne suit pas les recommandations de Wikipédia : il faut le « wikifier ».
Les points d'amélioration suivants sont les cas les plus fréquents. Le détail des points à revoir est peut-être précisé sur la page de discussion.
- Les titres sont pré-formatés par le logiciel. Ils ne sont ni en capitales, ni en gras.
- Le texte ne doit pas être écrit en capitales (les noms de famille non plus), ni en gras, ni en italique, ni en « petit »…
- Le gras n'est utilisé que pour surligner le titre de l'article dans l'introduction, une seule fois.
- L'italique est rarement utilisé : mots en langue étrangère, titres d'œuvres, noms de bateaux, etc.
- Les citations ne sont pas en italique mais en corps de texte normal. Elles sont entourées par des guillemets français : « et ».
- Les listes à puces sont à éviter, des paragraphes rédigés étant largement préférés. Les tableaux sont à réserver à la présentation de données structurées (résultats, etc.).
- Les appels de note de bas de page (petits chiffres en exposant, introduits par l'outil «  Source ») sont à placer entre la fin de phrase et le point final[comme ça].
- Les liens internes (vers d'autres articles de Wikipédia) sont à choisir avec parcimonie. Créez des liens vers des articles approfondissant le sujet. Les termes génériques sans rapport avec le sujet sont à éviter, ainsi que les répétitions de liens vers un même terme.
- Les liens externes sont à placer uniquement dans une section « Liens externes », à la fin de l'article. Ces liens sont à choisir avec parcimonie suivant les règles définies. Si un lien sert de source à l'article, son insertion dans le texte est à faire par les notes de bas de page.
- La présentation des références doit suivre les conventions bibliographiques. Il est recommandé d'utiliser les modèles {{Ouvrage}}, {{Chapitre}}, {{Article}}, {{Lien web}} et/ou {{Bibliographie}}. Le mode d'édition visuel peut mettre en forme automatiquement les références.
- Insérer une infobox (cadre d'informations à droite) n'est pas obligatoire pour parachever la mise en page.

Pour une aide détaillée, merci de consulter Aide:Wikification.
Si vous pensez que ces points ont été résolus, vous pouvez retirer ce bandeau et améliorer la mise en forme d'un autre article.
Shibaemon, de son nom complet Shibaemon-danuki (芝右衛門狸、柴右衛門狸), est un personnage emblématique du folklore Japonais. Il s'agit d'un éminent bake-danuki dont les histoires se sont transmises sur l'île d'Awaji dans l'actuelle préfecture de Hyōgo. Il a été popularisé entre autres, grâce à l'Ehon Hyaku Monogatari, un recueil d'histoires étranges de la période Edo.
Avec Danzaburō-danuki et Tasaburō-danuki, ils forment le trio des trois tanukis les plus célèbres du Japon.

## Généralités
Il n'y a pas particulièrement d'élément distinctif qui caractérise Shibaemon sur l'ensemble des histoires, si ce n'est qu'il s'agit d'un personnage au grand cœur, à qui il est arrivé un grand malheur alors qu'il souhaitait simplement se divertir.
La plupart des histoires autour de Shibaemon, font état d'un tanuki doté d'une grande gentillesse et d'un grand savoir, ayant tragiquement été tué par un chien, après avoir voulu se rendre en ville pour assister à une pièce de théâtre.

## Récits folkloriques

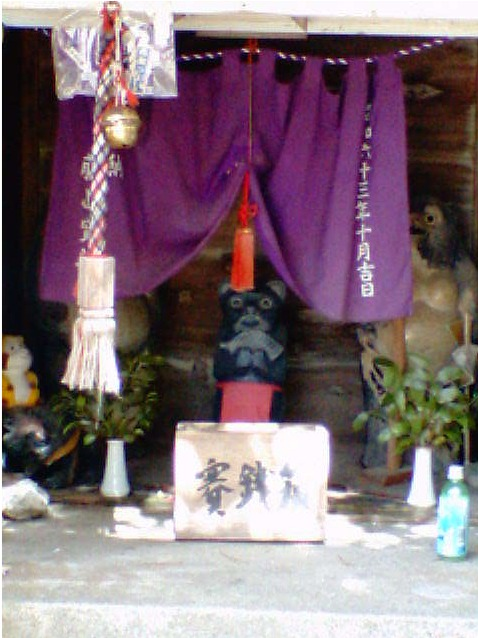
Un sanctuaire consacré à Shibaemon.

### Récit de la préfecture de Hyōgo
Shibaemon vivait au sommet du mont Mikuma sur l'île Awaji avec sa femme Omasu. C'était un personnage réputé farceur et bon vivent, qui aimait jouer quelques petits tours aux humains, en faisant passer des feuilles d'arbre pour de l'or. Mais c'était un personnage avec un bon fond, qui aidait les humains en cas de besoin, en les guidant lorsque ces derniers, ivres, se perdaient en montagne. Cette proximité avec la population, et en signe de gratitude, recevait des bouteilles de saké des gens qu'il a aidé.
Un jour, Shibaemon apprit qu’une pièce de théâtre très populaire se jouait à Naniwa (aujourd’hui Osaka). Il décida de s’y rendre avec sa femme en prenant forme humaine. Une fois à Osaka, ils se lancèrent dans un concours de métamorphose. Les deux tanukis s'amusaient jusqu'au moment où une procession de daimyō fit son apparition en ville. Amusée par ce spectacle, Omasu décida naïvement de prendre l'apparence d'un des membres du cortège. Cependant, entraver la traversée du cortège des membres de l'élite militaire désignées par le shogun en personne était un crime passible de la peine de mort et elle fut tuée sur le champ par l’un des guerriers de la procession.
Dévasté, Shibaemon décida de retourner à Awaji. Avant de partir, pour honorer la promesse qu'il avait faite à sa défunte épouse, il voulut assister à une dernière pièce de théâtre, qu’il fit apparaître des feuilles d’or grâce à sa magie. Cependant, ces feuilles se mélangeaient aux frais d’entrée quotidiens du théâtre, suscitant des soupçons sur la présence d’un bake-danuki dans l'assemblée que composait le public. Il fut décidé de surveiller le théâtre avec un chien de garde.
Lorsque Shibaemon revint au théâtre pour assister à sa dernière représentation, il fut confronté à un chien qu’il redoutait. Malgré sa peur, il passa l’entrée en se transformant en humain. Mais le chien l’attaqua dès qu’il se sentit en sécurité. Shibaemon redevint alors un tanuki et fut pourchassé par les villageois jusqu’à ce qu’il soit finalement tué.
La nouvelle de la mort du Shibaemon se répandit jusqu’à Awaji, où l’on pleura sa disparition. Après la mort de Shibaemon, la fréquentation du théâtre Nakaza chutât. Des rumeurs ont circulé, affirmant que c’était « la malédiction d’avoir tué un tanuki doté de métamorphose ».  
Pour apaiser les esprits, on érigea un autel en son honneur dans le théâtre Nakaza. Depuis lors, Shibaemon est vénéré comme une divinité populaire par de nombreux acteurs tels que Nakamura Ganjirō, Kataoka Nizaemon et Fujiyama Hiromi. Un sanctuaire dédié fut même construit à Awaji grâce aux dons de ces acteurs. Aujourd'hui, le sanctuaire de Shibaemon se trouve près des ruines du château d'Awaji, au sommet du mont Mikuma. En raison de la légende de Shibaemon, de nombreux artistes continuent de le visiter.

### Légende de la préfecture de Tokushima
Pendant l’époque d’Edo, dans la province d’Awa (actuellement la préfecture de Tokushima), au pied de la montagne Seimi, se trouvait le temple Kannon-ji où des pièces de théâtre étaient très populaires.
Cependant, une nuit, les chiens censés effectuer des numéros ne faisaient qu'aboyer et hurler en direction le public sans jamais exécuter leurs performances. Puis soudainement, l'un des chiens sauta dans le public et attaqua un samouraï qui se trouvait là, le tuant d'une morsure à la gorge. Ce fait divers suscita des interrogations. Lorsque le fonctionnaire inspecta le cadavre du samouraï, il trouva un petit morceau de papier dans sa poche portant le nom « Shibaemon de la montagne Seimi dans la province d'Awaji ». Cependant, aucun samouraï portant ce nom n'existait réellement dans la région d'Awaji. De plus, il y avait également une dizaine de feuilles de chêne dans sa poche.
Le lendemain matin, lorsque le fonctionnaire revint pour une nouvelle inspection, le corps du samouraï s'était transformé en un tanuki ensanglanté. À la même époque, une grande guerre entre les deux factions de tanuki faisait rage à Awa, et les deux camps cherchaient des renforts. On raconte que Shibaemon était venu d'Awaji à Awa pour prêter main-forte à l'un des camps,.

### Shibaemon dans l’Ehon-hyaku-monogatari

#### Récit initial

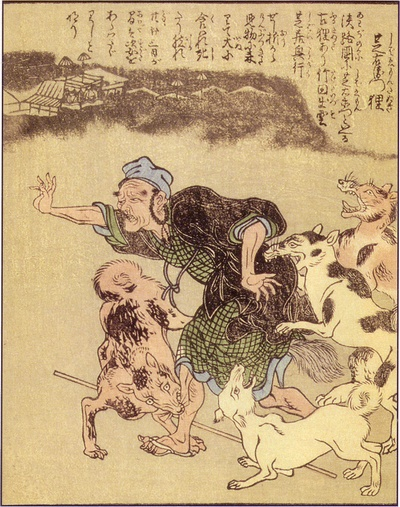
Le vieux tanuki assailli par les chiens dans l’Ehon hyaku Hyaku Monogatari par Shunsen Takehara.

Dans ce récit, Shibaemon n'était pas un tanuki, mais un vieux fermier qui vivait paisiblement à Awaji. Depuis quelque temps, un vieux tanuki venait régulièrement à proximité de sa maison quémander de la nourriture. Pris de pitié, Shibaemon lui laissait délibérément ses restes de nourritures et l'invitait parfois au pas de sa porte. Voyant que le tanuki était très docile et poli, Shibaemon décida de lui adresser la parole en pour lui demander « Pourquoi ne te transformerais-tu pas en humain ? ». Sur ces mots, le tanuki se métamorphosa alors en un homme d’une cinquantaine d'années et commença à rendre visite à Shibaemon régulièrement. En plus de lui demander un peu de nourriture, il lui racontait des histoires et des légendes ancestrales avec tant de détails que Shibaemon devint de plus en plus érudit et gagna la faveur des gens par son savoir immense. Mais cette joueuse période ne durera pas, grisé par son corps d'humain, le vieux tanuki décida de venir explorer un peu le monde des hommes, à cette époque, une pièce de théâtre appelée “Takeda Izumo” venait d’Osaka pour se produire à Awaji. Le vieil homme transformé en tanuki, curieux, peis forme humaine et décida d’assister à la représentation, mais malheureusement, sur le chemin du retour, il manqua de vigilance et se fit attaquer et tuer par une meute de chiens qui avaient repéré l'odeur de la bête. Comme il s’agissait d’un tanuki, même dans la mort, il tint bon et ne révéla pas sa véritable identité pendant environ deux semaines avant de reprendre sa forme de initiale, révélant sa vraie nature .

#### Reprise
Ce récit est connu, mais extrêmement court et il est difficile d'en connaître les tenants et les aboutissants, c'est pourquoi une nouvelle version du récit, devenue un peu plus populaire, a été publiée dans le kosetsu-monogatari (巷説百物語) une série d'histoires publiés dans le magazine kai, par Kodansha dont le premier numéro, dans laquelle est apparue l'histoire, a été publiée en 1997 dans la kadokawa shoten(角川書店). Dans cette histoire, Shibaemon est grand-père de plusieurs petits enfants, mais perd sa petite-fille au cours de l'intrigue à cause d'un mystérieux tueur en série, qui était en fait un tanuki, qui s'est finalement fait tuer par des chiens.

## Véritable identité
La véritable identité de Shibaemon est sujette à différentes interprétations. Selon l'une des théories, elle serait liée au conflit entre Sumoto et Awa en 1870. D'autres disent que Shibaemon était en réalité un Hollandais échoué au Japon, caché dans un château où personne n'avait jamais vu d'étrangers. Pour éviter d'être découvert, il se serait transformé en tanuki.